# Técnicas de venta
Las técnicas de venta constituyen el cuerpo de métodos usados en la profesión de, ventas. Las técnicas en uso varían mucho, desde la venta consultiva centrada en el cliente hasta el muy presionado "cierre duro". Todas las técnicas necesitan algo de experiencia y se mezclan un poco con la psicología para conocer qué motiva a otros a comprar algo ofrecido por uno.
La maestría en la teoría sobre determinadas técnicas de la venta puede ofrecer rentas muy altas, mientras que la falta de ella puede resultar deprimente y frustrante.  El retrato de este último aspecto se refleja en la obra Muerte de un viajante de Arthur Miller.  El vendedor tiene que hacer frente a menudo a muchos rechazos, lo que es difícil de manejar emocionalmente, citándose generalmente como la razón más habitual para dejar la profesión. Debido a esto, las técnicas del entrenamiento de ventas incluyen una gran cantidad de material de motivación y la preparación dada por profesionales de la psicología o exvendedores adiestrados éstos suelen ser gerentes o vendedores con larga trayectoria.
La llamada "tendencia al NO" se les debe formar ética y formalmente utilizando varios conceptos de la psicología moderna inductiva. UN profesional de las ventas puede ser una persona calificada en varios rubros o temas humanísticos como la psicología, la comercialización, técnicas de oratoria, la programación neurolingüística, motivacionales e idiomas.

## Proceso
Básicamente todas las técnicas de venta desarrolladas presentan los mismos pasos comunes lo cual da un tronco común para definir el proceso de ventas habitual.
El proceso de la venta se resume en las siguientes fases:
- Preparación y presentación.
  - Presentación de su empresa
  - Motivo
  - Referencias
  - Calificación

- Prospección.
  - Indagación
  - Realización de preguntas abiertas y cerradas
  - Encuentro de la necesidad de compra
  - presentación de beneficios
  - gestión de objeciones

- Argumentación y resolución de objeciones
  - Comparación de dos artículos similares
  - Presentación de características favorables
  - Reducción al mínimo de puntos negativos
  - Apelación a la marca, distinción y otros

- Costeo
  - Negociación de las condiciones de Ventas
  - Ofrecimiento de algún incentivo para gestionar el Cierre
  - Determinación del precio

- Cierre.
  - Preguntas previas al cierre (termómetro)
  - Negociación
  - Cierres definitivos
  - (Fidelización para facilitar/aumentar futuras ventas).

El cierre es el último paso de la venta, el momento en que se realiza el pedido. Este debe ser provocado por el vendedor a menos que el cliente lo solicite inmediatamente. En función de la manera de provocar el cierre este se clasifica en:
- Cierre general o negociado: cuando existe suficiente aproximación al cliente y este se muestra convencido se opta por una pregunta directa como "¿entonces realizamos el pedido ya?"
- Cierre por oportunidad: el vendedor establece una situación de urgencia, necesidad o de unidades limitadas para crear prisa en el cliente y hacer que este opte por realizar el pedido.
- Cierre forzado: el vendedor da por supuesto la realización del pedido obligando al cliente a decidir alguna característica del artículo ofertado o de la manera de realizar el pedido.
- Cierre derivado: el vendedor hace entender al cliente que pospondrá la venta pues existe gran demanda del artículo o algún otro cliente está esperando realizar un pedido urgente.[1]
- Cierre múltiple: el vendedor realiza una serie de preguntas al cliente que puedan tener como resultado respuestas que favorezcan el acuerdo de venta.

## Tipos de venta
Si bien el proceso de venta descrito es general, existen variantes importantes a la hora de aplicarlo a cada una de las situaciones posibles. Tradicionalmente se distinguen estos tipos de venta:
- Venta en tienda: ventas donde el cliente se moviliza al local.
- Venta a domicilio: el vendedor se moviliza hacia el domicilio del cliente.
- Venta directa: el vendedor no precisamente se moviliza al domicilio del cliente, pero consuma la venta directamente, sin ningún intermediario.
- Venta ambulante: el cliente asiste a un lugar donde el vendedor realiza su venta pero este no es un lugar permanente y usualmente ha sido elegido por el vendedor para aproximarse a un perfil concreto de cliente
- Call center o televenta: el vendedor aborda al cliente vía teléfono habitualmente y no media un contacto físico entre ambos.
- Venta Consultiva: El vendedor actúa como un consultor del comprador, tratando de entender la situación, problemática, beneficios que el producto puede entregar al consumidor. Generalmente, el vendedor trabaja de forma conjunta con su cliente para generar una necesidad que no estaba identificada y que se atiende con el producto o solución a ser vendida.

En las fases iniciales (preparación y prospección) se produce una profunda variación según la manera de encontrarse el vendedor y el cliente. En los tres últimos tipos de venta existe un tiempo de preparación para el vendedor y al ser este el que aborda al comprador en mayor o menor medida se puede centrar el objeto de venta. En el caso de la venta en tienda existe un catálogo más amplio y debe ser la perspicacia del vendedor la que encuentre qué artículo se adapta mejor a los requerimientos del cliente.
También se observan variantes en las fases de objeciones y cierre si la venta se centra en un cliente concreto o va dirigida a un auditorio. En el primer caso se podrá centrar el objeto de las argumentaciones y se podrá optar por distintos tipos de cierre y en el segundo caso se habrán de suponer las objeciones de la sala y optar por un cierre de oportunidad o un cierre genérico.

## Características de un vendedor
Las características necesarias del vendedor para que este proceso sea efectivo son:
- Conocimiento del Producto
- Confianza.
- Empatía.
- Capacidad de comunicación: Es muy importante ya que si la persona cree y confía en lo que le están dando se hará mucho más fácil el proceso de cualquier venta, por ello debemos ser y parecer vendedores con experiencia, así la venta se hará mucho más fácil.
- Conocimiento de las personas: Una buena venta implica que las preguntas del vendedor descubran las necesidades y los deseos del cliente potencial para encontrar el producto apropiado que resuelva esas necesidades y que está dispuesto a pagar. Si se hace una buena prospección, después el cliente potencial puede ser simplemente dirigido a actuar según los deseos y necesidades que tiene. Hay que considerar que un buen vendedor está mucho mejor informado sobre su producto o servicio de lo que el cliente podría estar nunca y puede ofrecer información valiosa así como ayuda al proceso de toma de decisión.  Además, un vendedor ético se cerciorará siempre de que el cliente reciba más valor en el producto o servicio de lo que ha pagado.[1]

## Lenguaje no verbal aplicado a vende
Algunos psicólogos afirman que el impacto que causas sobre otros depende de lo que dices (el 7 %), de cómo lo dices (el 38 %) y de tu lenguaje corporal (el 55 %).
En el proceso de comunicación entre las personas, está demostrada que más de la mitad de la comunicación se efectúa por gestos o lenguaje corporal, aunque lo disimulemos por educación, siempre habrá señales de lo que sentimos, pensamos, o si estamos de acuerdo en lo que escuchamos, etc.
Esto aplica al vender porque el prospecto sin darse cuenta puede indicarnos cuando no está de acuerdo en algo, le interesa, está listo para comprar, tiene dudas.

## Estrategias de venta.
1. Bajar los precios. Esta estrategia es muy utilizada, es muy útil pero sin duda muy peligrosa ya que si se bajan los precios, la competencia de igual forma lo puede hacer y simplemente se habrá logrado perder el margen de beneficios y seguir compitiendo con las mismas dificultades que antes ya se tenían, pero con menos margen.
2. Complementar las ventas con premios o regalos. Esta estrategia reduce el margen, sin embargo puede ser un arma de doble filo, ya que si se abusa de ésta, el producto puede quedar vinculado al regalo y posteriormente ser mucho más difícil de vender sin el regalo. Con esta estrategia se conseguirían ventas corto plazo lo que significa un gran beneficio, pero probablemente se den problemas a medio plazo, lo que significaría una pérdida muy significativa.
3. Sacar ofertas. Esta estrategia no es lo mismo que bajar los precios ni dar regalitos. Se refiere a crear paquetes de los productos que combinados ofrezcan un valor añadido y con esto poder ofrecer un precio menor que al comprar cada producto individualmente. Con este método se reduce el margen pero se aumenta el volumen de ventas. Lo significativo de este punto es poder incluir algún producto o servicio que no tenga la competencia para que en ningún caso pueda ser igualado y sea totalmente único en el mercado. Además permite que en el futuro estos productos puedan ser vendidos nuevamente por separado.
4. Crear servicios que vinculen al cliente durante un periodo de tiempo. Esta estrategia permite tener un “colchón” de ingresos asegurado durante un periodo de tiempo. Se trata de poder hacer una propuesta demasiado atractiva de corto plazo que invite al cliente a aprovechar la oportunidad, pero que nos de los beneficios a lo largo del periodo de vida del servicio. Es decir, que si se vende un servicio de suscripción, crear un contrato que vincule al cliente por 18 meses y regalarle por ejemplo los 2 primeros meses, que sólo suponen un 11% de descuento sobre el total, además de que se pueden incluir cláusulas de penalización, para evitar sufrir un volumen grande de ventas que se caen al 4.º o 5.º mes y que en lugar de producir ventas traerían pérdidas a nuestra empresa.
5. No esperar a que el cliente venga, si no ir a buscarle.  Esta estrategia puede ser un tanto extraña, sin embargo es muy sencilla. Consiste en crear diversas propuestas especiales para clientes adaptándolas al perfil de cada uno. Siempre hay varios tipos de perfiles entre los clientes por lo que hay que conocerlos bien para saber sus necesidades, y si no se conocen bien hay que invertir un poco de tiempo para hacerlo. Una vez que se han diferenciado los perfiles de cada cliente se realiza un envío de llamadas automáticas de voz que por un bajo precio permitirá contactar con todos ellos en muy poco tiempo haciéndoles propuestas de ventas y cerrando las ventas y optimizando su tiempo en vender solamente a los clientes interesados.
6. Venta cruzada. Esta estrategia permite ofrecer y vender a clientes cuyas necesidades ya se conocen o que acuden con frecuencia a nuestro negocio. Para ellos es una ganancia de tiempo y tranquilidad y para el vendedor es un aumento de ingresos y en ocasiones una mayor fidelización o vinculación de sus clientes. Dependiendo de qué productos o servicios se corre el riesgo de no poder ofrecer un asesoramiento o servicio post-venta suficientemente especializado.